# Psyren
 (avril 2013).
Si vous disposez d'ouvrages ou d'articles de référence ou si vous connaissez des sites web de qualité traitant du thème abordé ici, merci de compléter l'article en donnant les références utiles à sa vérifiabilité et en les liant à la section « Notes et références ».
Psyren (PSYЯEN -サイレン-, Sairen) est un manga écrit et dessiné par Toshiaki Iwashiro. Il a été prépublié dans le magazine Weekly Shōnen Jump entre le 3 décembre 2007 et le 29 novembre 2010, et a été compilé en un total de seize tomes. La version française est éditée en intégralité par Kana.

## Synopsis
Ageha Yoshina est un lycéen peu ordinaire : sous prétexte de résoudre les problèmes des autres, il passe son temps à se battre pour quelques milliers de yens. En vérité, Ageha est déçu de ce monde où plus rien ne va : réchauffement climatique, multiples suicides, armes nucléaires, viol... La seule chose qui le préoccupe est d'être en vie et de le savourer. Un soir, alors qu'il rentrait en hâte chez lui pour arriver avant le couvre-feu imposé par une sœur légèrement violente, il passe devant une cabine téléphonique vide qui se met à sonner. Ageha décroche mais n'entend que sa propre voix, et apparait alors une étrange créature qui surgit de la nuit noire. Celle-ci s'éclipse rapidement sans un mot, mais lui laisse une carte, semblable à une banale carte téléphonique, sur laquelle est écrit le mot "Psyren". Quelques jours plus tard, Ageha découvre par hasard une carte identique dans le porte-monnaie d'une de ses camarades de classe, Sakurako Amamiya. Celle-ci est le mouton noir de la classe à cause de son attitude distante et sinistre, et ainsi tout le monde l'évite, Ageha y compris, bien qu'il ait côtoyé cette fille quand ils étaient enfants. Mais Sakurako disparait soudainement après cet évènement et reste introuvable les jours suivants.
Inquiet, Ageha se renseigne sur la mystérieuse Psyren, et apprend qu'une personne offre 500 millions de yens à qui percera le secret caché derrière ce nom. La carte trouvée dans la cabine est le seul moyen de rentrer en contact avec Psyren et son leader Nemesis Q, il s'agit donc d'un objet de grande valeur qui attire les convoitises. Bien que de nombreuses personnes aient tout simplement disparus après s'être intéressé à ce mystère, Ageha utilise la carte dans une cabine téléphonique et doit alors répondre à une multitude de questions plus improbables les unes que les autres posées par le soi-disant service d'immigration de Psyren, sans rien apprendre en retour. Alors qu'il s'agace, il découvre que son interlocuteur en sait beaucoup trop sur sa vie, et s'apprête à raccrocher brutalement, mais il se ravise. Le jour suivant, aveuglé après avoir été agressé par des malfrats qui avaient des vues sur sa carte, Ageha entend une étrange sonnerie et réalise qu'elle provient de son portable. Il décroche et rouvre ses yeux sur un monde inconnu à l'aspect désertique. Livré à lui-même, face à des ennemis monstrueux, Ageha va devoir assimiler et appliquer les principes de Psyren à la lettre, sous peine d'être puni en conséquence. Et la seule sentence possible est la mort.

## Personnages

### Personnages principaux
Ageha Yoshina (夜科 アゲハ, Yoshina Ageha)
C'est le héros principal de ce manga. Son Burst appelé « La porte de Merzeh » — « Melchee's Door » en anglais — consiste à faire apparaitre une sorte de néant qui aspire tout. il peut lui faire prendre plusieurs formes : une sorte de projectile où il envoie sa "porte" à grande vitesse avant de la laisser attaquer l'ennemi avec sa "tête chercheuse", un disque immobile qu'il peut aussi bien utiliser pour se défendre que pour attaquer, une série d'anneaux tourbillonnants autour de lui qui le protègent de toutes les attaques extérieures. On apprend plus tard que la "porte" n'est qu'une infime partie de Merzeh, et que lors de l'utilisation de nova, Merzeh peut être utilisée complètement.
Sakurako Amamiya (雨宮 桜子, Amamiya Sakurako)
Amie d'enfance d'Ageha, elle est assez lunatique mais très forte, c'est à cause d'elle que Yoshina a été entraîné dans Psyren. Son pouvoir (Transe) est « La trancheuse d'âme ». Elle est aussi habile avec les armes blanches, qu'elle utilise avec une grande dextérité avec « éveil ». On apprend dans le tome 12 qu'elle possède une double personnalité, Abysse. Elle est faite de tous les sentiments qu'elle a refoulés au cours de toutes ces années, elle est beaucoup plus extravertie que Sakurako et n'hésite pas à exprimer ses sentiments et émotions. Abysse, quant à elle, est une spécialiste du burst (elle fait apparaître des faux). Grâce au nova, Abysse et Amamiya peuvent se séparer, ce qui entraîne une incroyable montée en puissance de Sakurako.
Hiryû Asaga (朝河 飛龍, Asaga Hiryū)
Ami d'enfance de Ageha, il est entré dans Psyren pour retrouver son ami Tatsuo. Son pouvoir est appelé « La queue du dragon ». Plus tard dans la série il sera également capable de faire apparaître deux ailes de dragon en plus de la queue. Lors de son dernier voyage à Psyren, il décide de rester là-bas pour aider son ami Tatsuo. On découvrira par la suite qu'il est capable de faire apparaître un dragon entier.
Oboro Mochizuki (望月 朧, Mochizuki Oboro)
Star de la télé japonaise, il entre dans Psyren par hasard. Son pouvoir est « Guérison ». Sa puissance est étonnamment élevée (il semble être plus rapide que Kagetora dès son premier essai avec l'éveil) et il a l'air d'avoir une affinité avec les tavoos. C'est un personnage assez étrange qui a réussi à maitriser son pouvoir guérison pendant son premier voyage à Psyren (alors qu'il aura fallu beaucoup de temps à Yoshina pour maitriser son pouvoir).
Kabuto Kirisaki (霧崎 カブト, Kirisaki Kabuto)
Jeune homme paresseux et froussard dont l'argent est la seule préoccupation, il possède un courage enfoui qui ne surgit que dans les moments difficiles. Son pouvoir « Vision » — « Menace » en anglais — lui permet de fuir le danger. Il prédit l'endroit où l'ennemi attaquera car, quand le sol change de couleur, (à ses yeux) il sait que c'est le moment de s'enfuir.
Matsuri Yagumo (八雲 祭, Yagumo Matsuri)
C'est la prof de Psy de nos jeunes héros, elle est aussi une pianiste de renom. Comme tous les points de sa carte Psyren sont épuisés, elle n'a plus accès à Psyren. Elle semble avoir la capacité de voler et de lévitation. Quand elle combat Grana, ce dernier dit qu'il est plus fort qu'elle mais qu'elle réussit quand même à dominer le combat.
Tatsuo Mana (真名 辰夫, Mana Tatsuo)
Ami d'enfance de Hiryuu, il a été transformé en Tavoo. Il possède un pouvoir de matérialiser des armes psy.
Kagetora Hyōdō (雹堂 影虎, Hyōdō Kagetora)
C'est un mafioso qui utilise exclusivement son « éveil » démesurément puissant pour vaincre ses ennemis. Son corps est couvert de cicatrices et il est amoureux de Matsuri. Il porte souvent des lunettes de soleil. Junas lui voue une haine sans fin après qu'il s'est "moqué de lui" quand il est allé chercher Capriko ; Kagetora l'a poursuivi pendant trois jours et trois nuits sans problèmes, malgré ses efforts pour le semer.
Elmore Tenjuin (天樹院エルモア, Tenjuin Erumoa)
Elle élève la « Génération Psy ». Son pouvoir est la voyance.
Nemesis Q (ネメシスQ, Nemeshisu Q)
C'est une sorte d'organisateur du jeu "Psyren" qui a le pouvoir de se mouvoir dans le temps. Il transfère les joueurs grâce à une carte téléphonique sur laquelle est écrit le nom du jeu. Lors du transfert, il dit "univers connecté". À ce moment-là, le joueur entend un son et se retrouve en 2018 après un énorme cataclysme. Pour revenir dans l'époque initiale, il faut trouver un passage au risque de sa vie et une fois trouvé, Nemesis Q va à nouveau faire un bond dans le temps et ce toutes les deux semaines.
No.7
C'est elle qui contrôle Nemesis Q. Elle possède donc le pouvoir de voyager dans le temps et de créer des « créatures » comme Nemesis Q. Elle est la jumelle d'Amagi mais a refusé de l'aider. Ayant été un sujet d’expérience pendant des années elle est désormais paraplégique. Malgré son visage gentil elle est en réalité très vulgaire.

### Les élèves d'Elmore
Frederica (フレデリカ, Furederika)
Jeune élève de Elmore, elle est très irritable. Son pouvoir est Salamandra (Pyrotechnie).
Marie (マリー, Marī)
Jeune élève de Elmore, elle est très timide. Son pouvoir est « Télekinésie ». Elle a un petit faible pour Ageha.
Kyle (カイル, Kairu)
Jeune élève de Elmore et petit protégé de Ageha, il est jovial et extraverti. Son Burst est « Material High ». Il l'utilise en compressant l'atmosphère, lui permettant de s'en servir de bien des façons : bouclier, plate-forme, écran, etc. Mais sa vraie force réside dans son « éveil » qu'il a poussé à de très hauts niveaux.
Shao (シャオ, Shao)
Jeune élève d'Elmore, il est assez renfermé. Ses pouvoirs sont « Télépathie » et « Ying yang ». On apprendra plus tard qu'il aime Marie.
Van (ヴァン, Van)
Jeune élève de Elmore, il est très introverti. Son pouvoir est « Régénération ».

### Les W.I.S.E
Les W.I.S.E sont issus d'une expérience gouvernementale appelée Gregory dont Miroku est l'expérience no 6, Grana le no 1, etc. Ils ont pour but de créer un monde entièrement peuplé de psychistes.
Miroku Amagi (天戯弥勒, Amagi Miroku)
C'est le chef des W.I.S.E. IL a un pouvoir "D'arbre de lumière" avec lequel il peut attaquer et contrôler les gens ou même les transformer en énergie pour se régénérer ou attaquer. Il est le frère jumeaux de No.7.
- Les Star Commanders :

Grana (グラナ, Gurana)
Star Commander de 1er. D'attitude nonchalante, il est le chef des Star Commanders. Il a un niveau de télékinésie qui dépasse tout ce que l'on a vu jusqu'à présent, il est capable de concentrer les rayons du soleil pour en faire une attaque capable de détruire un homme jusqu'aux os. Il rejoint W.I.S.E après avoir perdu un combat contre Miroku Amagi.
Junas (ジュナス, Junasu)
Star Commander de 2e rang. Il n'aime pas vraiment Dorki. Il peut modeler son Psy pour en faire de lames. Il vous une haine particulière à Kagetora après qu'il l'ait poursuivit pendant 3 jours et 3 nuits sans le lâcher, puis lui a dit au revoir.
Shaina (シャイナ, Shaina)
Star Commander de 3e rang. Il peut se téléporter et téléporter ce qu'il inclut dans son hexagone.
Capriko (カプリコ, Kapuriko)
Star Commander de 4e rang. Elle peut matérialiser ses dessins pendant une durée limitée (au moment du présent). Elle semble liée à la création des Tavoos.
Dorki (ドルキ, Doruki)
Star Commander de 5e rang. Il est chef de la sécurité des frontières de Psyren. Son attaque ultime est Explosia.
Au fur et à mesure de l'évolution de l'histoire, ces Star Commander vont évoluer avec l'apparition d'autres personnages tels que Uranus (ウラヌス, Uranusu), qui deviendra le nouveau Star Commander de 3e rang, et d'autres...

## Univers

### Le Psy
L'origine du pouvoir Psy est les 90 % inexploités de notre cerveau. Il a toujours été accessible aux humains, et est à la source que ce qui a été interprété comme des miracles (guérisons...) ou des manifestations démoniaques. Cependant, l'utilisation du Psy ayant des effets toxiques pour le cerveau, l'être humain a évolué au point que les pouvoirs Psy sont inactivés chez la plus grande partie des individus. Dans le monde de Psyren, l'atmosphère favorise une réactivation du Psy. C'est pourquoi, les drifters (personnes ayant déjà accéder à Psyren) sont atteints d'une forte fièvre et de saignements de nez à la suite de leur premier séjour sur Psyren, le temps que leur cerveau s'adapte.
Le Psy peut se manifester de bien nombre des façons : télépathie et télékinésie, pyrokinésie, voyance... Il se développe de façon unique chez chacun. Les divers pouvoirs peuvent être regroupés en 3 catégories:
- Burst : ondes physiques (télékinésie, pyrokinésie, maitrise de l'électricité, etc.)

- Eveil (Rise) : augmentation des capacités physiques et des 5 sens (courir très vite, Frapper plus fort, cicatrisation accéléré, etc.)

- Transe (Trance) : pouvoir psychique (voir le passé d'un ennemi, communiquer par pensée, créer des illusions, etc.)

Chaque utilisateur a un type particulier et que beaucoup va se jouer sur la maîtrise chaque type et les combinaisons.
Il existe une forme de Psy développé par le père d'Ageha nommée "NOVA", il combine les 3 types de Psy et permet de fusionner avec. On dépasse alors les limites humaines.

### Les Tavoos
Les Tavoos sont des créatures démoniaques qui possèdent chacune une forme (insecte, animal, humanoïde ou monstrueuse). Il apparaît que certains Tavoos avaient une origine humaine, mais ces derniers ont été transformés en monstre par les W.I.S.E (tout comme Tatsuo). Si ce n'est leur apparence fantastique, tous les Tavoos ont aussi comme point commun une sorte de cœur, la destruction de ce dernier signifiant la mort imminente de son possesseur.

## Manga
La publication du début a débuté en décembre 2007 dans le magazine Weekly Shōnen Jump de l'éditeur Shūeisha. Avec un classement en constante régression depuis plusieurs mois lors de l'année 2010, la direction du magazine a mis fin au manga lors du dernier numéro de l'année fiscale sorti le 29 novembre 2010. Le manga comporte 16 volumes, le dernier volume est sorti le 4 mars 2011 au Japon.
Le manga est édité en version française par Kana depuis juillet 2011.

## Réception
La série eu un succès mitigé au Japon, alors qu'en France dès la parution des premiers tomes, le succès fût au rendez-vous. En effet, elle faisait partie des 15 meilleures ventes annuelles de manga en France en 2012 et des 20 meilleures ventes annuelles en 2013[réf. nécessaire].

## Produits dérivés

### Audio drama
Quatre épisodes d'environ douze minutes d'un audio drama ont été réalisés et mis en ligne sur le site Vomic en 2010. Il s'agit d'une adaptation du premier chapitre avec un montage dynamique des planches du manga et des comédiens de doublage effectuant les différents dialogues entre les personnages.

### Light novel
La série a été adaptée en deux light novels écrits par Sow. Le premier, nommé another call 1, est sorti le 3 septembre 2010 au Japon, et comporte quatre chapitres indépendants. Le second, nommé another call 2, est sorti le 4 mars 2011 au Japon et se déroule après la fin du manga.